# Johann Friedrich von Hertling
Johann Friedrich Stephan von Hertling (*  15. April 1729 in Heidelberg; † 13. Februar 1806 in München) war ein deutscher Jurist und hochrangiger Beamter. 1790 wurde er Freiherr.

## Leben
Johann Friedrich Stephan von Hertling war kurpfälzischer Geheimer Staatsrat und 2. Wahl-Botschafter in Frankfurt am Main. 1790 ernannte ihn Kurfürst Karl Theodor als Nachfolger von Wiguläus von Kreittmayr zum Geheimen Ratskanzler des Kurfürstentums Kurpfalz-Bayern sowie zum Konferenzminister. Als Kurfürst Maximilian IV. Joseph 1799 die Regierungsgeschäfte übernahm, wurde von Hertling in allen seinen Ämtern bestätigt, da er wie sein Sohn Friedrich Wilhelm in ständigem Kontakt zum Hof des neuen Kurfürsten gestanden hatte. Nach seinem Tode 1806 übernahm ein Sohn des früheren Finanzministers Hompesch, Johann Wilhelm von Hompesch, das gleiche Ressort.

## Familie
Seine Ehefrau war Maria Anna Eleonora (Taufe am 9. November 1735 in Mannheim; † 15. Dezember 1788 ebenda), Tochter des Theodor von Weiler. Ihre Kinder waren:
- Philipp Aloys Franz Xaver von Hertling (* 21. September 1756 in Mannheim; † 1810 in Aschaffenburg), großherzoglicher hessischer Geheimrat und Hofgerichtsdirektor in Darmstadt, verheiratet mit Gisberta (* 9. Mai 1763 in Bruchsal; † 19. September 1843 in Aschaffenburg), Tochter des Philipp Karl Deel zu Deelsberg (1733–1811), Kurmainzer Staatsrat. Sein Enkel, Georg von Hertling, war der spätere Reichskanzler.
- Franz Jakob Ferdinand Maximilian von Hertling (* 12. Oktober 1757; † unbekannt);
- Friedrich Wilhelm von Hertling (* 30. Oktober 1758; † 19. Februar 1816)
- Maria Anna Katharina Juliana von Hertling (* 2. Januar 1760; † unbekannt);
- Maria Antonia Margaretha von Hertling (* 5. Februar 1761; † unbekannt);
- Philipp Ludwig Franz von Hertling (* 23. Februar 1763; † 15. Februar 1766);
- Anna Katharina Elisabetha Aloysia von Hertling (* 19. Mai 1764; † unbekannt);
- Franziska Josepha Lucia Aloysia von Hertling (* 16. November 1765; † 8. November 1842);
- Friedrich Franz Wilhelm von Hertling (* 13. Februar 1767; † 31. Juli 1800);
- Jakob Anton Franz Joseph von Hertling (* 13. August 1768; † unbekannt);
- Maria Antonia Aloysia von Hertling (* 9. Januar 1770; † 1804);
- Josepha Eleonora Aloysia von Hertling (* 27. Januar 1774; † 11. Januar 1810);
- Maria Barbara Christina Josepha Aloysia von Hertling (* 28. April 1777; † 22. August 1779).